# Plebejus violascens
Plebejus violascens är en fjärilsart som beskrevs av Tutt 1909. Plebejus violascens ingår i släktet Plebejus och familjen juvelvingar. Inga underarter finns listade i Catalogue of Life.